# De Pijproker
De Pijproker is een schilderij dat werd gemaakt door de Belgische kunstschilder François Cautaerts (1810-1881). Het schilderij dateert uit de 19de eeuw. Het schilderij werd geschilderd in olieverf.
Het is te bekijken in het Groeningemuseum te Brugge. Het werk werd in 1836 op een tentoonstelling te Brussel voorgesteld.